# Aurich-Cañaña
El Deportivo Juan Aurich Cañaña o simplemente Aurich-Cañaña fue un club de fútbol peruano de la ciudad de Chiclayo que jugaba sus partidos en condición de local en el Estadio Elías Aguirre. El club nació de la fusión de los dos equipos más populares del departamento de Lambayeque, el Juan Aurich y el Deportivo Cañaña. Militó tres años en Primera División y luego descendió a su liga de origen hasta desaparecer.

## Historia
El Club Deportivo Aurich-Cañaña nació a finales de 1992 cuando los dos equipos más populares del Departamento de Lambayeque, el Juan Aurich de Chiclayo y el Deportivo Cañaña de Lambayeque decidieron fusionarse. La fusión se produjo luego de que ambos equipos no lograran el ascenso a Primera en el Torneo Zonal 1992.
Debutó en la Copa Perú 1993 en la que se consagraría campeón y lograría el ascenso a Primera de la mano de La Pepa Baldessari; luego de derrotar a equipos como el Aurora, Unión Juventud, Deportivo Garcilaso y Colegio Nacional de Iquitos. Lo cual le permitió participar en el Campeonato Descentralizado 1994.
En 1996, el club modifica su nombre a Club Social Deportivo Aurich-Cañaña. En el Descentralizado del mismo año, el club fue relegado a la Copa Perú, en la cual se mantuvo durante siete años hasta desaparecer definitivamente en el 2003. Luego de su descenso, al año siguiente los clubes Juan Aurich y Deportivo Cañaña volvieron nuevamente a competir (por separado) en la Copa Perú, el primero lograría su ascenso a la Primera División en 1998, mientras que el segundo se mantendría en la Copa Perú.
Debido a la falta de presupuesto, el Aurich-Cañaña decidió venderle la categoría a la Universidad de Chiclayo en el año 2003; con lo cual desapareció definitivamente.

## Actualidad
Entre los exdirigentes y simpatizantes del club tienen las intenciones de revivirlo y competir nuevamente en la liga distrital. Sin embargo, existe la posibilidad de comprar la categoría a la Universidad San Martín de Porres u otro equipo que desista en participar en la Liga 2.

## Controversia
A menudo, el Aurich-Cañaña es confundido por algunos como el sucesor del Juan Aurich, ya que luego de que el Juan Aurich descendiera en 1992, hizo que ese mismo año se fusionara con el Deportivo Cañaña para dar origen al Aurich-Cañaña, y que dicha fusión hizo que ambos clubes desaparecieran. E incluso la Copa Perú 1993 ganada por el Aurich-Cañaña también es atribuida ocasionalmente de manera errónea al palmarés oficial del Juan Aurich. Otro motivo de la confusión también se debe a que el Aurich-Cañaña usaba los mismos colores que el Juan Aurich en sus uniformes (titular y alternativo), además de ejercer la localía en el mismo estadio (Elías Aguirre), y que también los hinchas chiclayanos se identificaran con el Aurich-Cañaña.  Sin embargo, se trata de dos clubes completamente diferentes. En realidad el Aurich-Cañaña no es el sucesor del Juan Aurich, ya que fue producto de la fusión de dos clubes; y la Copa Perú 1993 ganada por el Aurich-Cañaña tampoco se cuenta en el palmarés oficial del Juan Aurich.
Luego de que el Aurich-Cañaña descendiera a la Copa Perú en 1996, al año siguiente el Juan Aurich y el Deportivo Cañaña —clubes que desaparecieron luego de fusionarse para dar origen al Aurich-Cañaña en 1992— decidieron reaparecer nuevamente y volvieron a participar en el fútbol peruano; Juan Aurich lograría ser campeón de la Copa Perú 1997 y pudo ascender a la Primera División, mientras que el Deportivo Cañaña se mantendría en la Copa Perú. Sin embargo, pese a que los equipos Juan Aurich y Deportivo Cañaña habían regresado al fútbol, el Aurich-Cañaña siguió participando en la Copa Perú hasta el 2003, año en el que decidió venderle la categoría a la Universidad de Chiclayo, desapareciendo así definitivamente del fútbol.
Además, el escudo del Aurich-Cañaña era completamente diferente al escudo del Juan Aurich.
Con esto se aclaran las dudas de que el Aurich-Cañaña no es el sucesor del Juan Aurich, y que la Copa Perú 1993 ganada por el Aurich-Cañaña no cuenta en el palmarés oficial del Juan Aurich. Ya que tanto el Aurich-Cañaña como el Juan Aurich coexistieron durante un tiempo, aunque en diferentes campeonatos.

## Emblema
El emblema inicial del club era la silueta de un gallo y las letras A.C. de color blanco, que formaba parte de la camiseta roja del equipo. Luego, el diseño se modifica a un escudo circular de color blanco, con la silueta del gallo y las letras A.C. de color rojo. La versión final es similar anterior, pero con el nombre Aurich-Canaña de color rojo. La silueta del gallo lo hereda del Deportivo Cañaña.

## Uniforme
- Uniforme titular: Camiseta roja con rayas blancas y verdes al costado, short blanco, medias blancas.
- Uniforme alternativo: Camiseta roja con rayas blancas y verdes al costado, short blanco, medias rojas.
- Tercer uniforme: Camiseta blanca con rayas blancas y verdes al costado, short blanco, medias blancas.

### Uniforme titular (1992-1997)
| Titular 1 | Titular 2 | Titular 3 | Titular 4 | Titular 5 | Titular 6 |

| Titular 7 | Titular 8 | Titular 9 | Titular 10 |  |

### Uniforme titular (1997-2003)
| Titular 1 | Titular 2 | Titular 3 | Titular 4 | Titular 5 | Titular 6 |  |

| Titular 7 | Titular 8 | Titular 9 | Titular 10 |  |

#### Patrocinador
| Periodo   | Patrocinador       |
| --------- | ------------------ |
| 1992-2003 | Cerveza Garza Real |

## Jugadores
| - Miguel Miranda. - Carlos Cáceda. - Néstor Rivera. - Jorge Gallardo. - Carlos Torres. - Óscar Aranda. - Juan Lozada. - Miguel Arevalo. | - Marco Damián - Víctor Colchado. - Cristian Fabbián. - Martín Vásquez. - Julio Altamirano. - Juan Zapata. - Nicanor Inoñan. - Oscar Olivares. | - Juan Saavedra. - Raúl Hurtado. - Aldo Olcese. - Aníbal Muggione. - Luis Valladolid. - Elmer Colina. - Esteban Domínguez. - Eli Jiménez. | - Marco Okuma. - José Lurita. - Rodolfo Deza. - Elías Rivera. - Eduardo Domínguez. - Johny Mujica. - Mario Juárez. - Charly Chivas. | - Éver Guevara. - Daniel Valderrama. - Guillermo Floríndez. - Gustavo Cevallos. - Juan Mansilla. - Luis Mansilla. - Claudio Lozano. - Benito Juárez. |

## Entrenadores
- Horacio Baldessari (1993-1995) — Campeón Copa Perú 1993
- Luis "Guáricho" Mansilla (1995) (interino)
- Rufino Bernales (1995)
- Augusto Palacios (1996)
- José Carlos Amaral (1996)

## Rivalidades
Entre las principales rivalidades (heredadas del Juan Aurich y del Deportivo Cañaña) con los principales equipos norteños, en los Campeonatos Regionales y la Copa Perú tenemos: al Alianza Atlético, al Carlos Mannucci, a la Universidad Técnica de Cajamarca, al Atlético Torino, al Deportivo Pacífico, al Libertad y al Atlético Grau.
Debido a la desaparición del Aurich-Cañaña, estas rivalidades han desaparecido.

## Datos del club
- Fundación: 1992
- Desaparición: 2003
- Temporadas en Primera División: 3 (1994, 1995 y 1996)
- Temporadas en Copa Perú: 8 (1993, 1997, 1998, 1999, 2000, 2001, 2002 y 2003)
- Mejor puesto en Primera División: 9 (1994)
- Peor puesto en Primera División: 13 (1996)

## Palmarés

### Torneos nacionales
- Copa Perú (1): 1993

## Nota: clubes "no relacionados"
Aurich-Cañaña de Pueblo Nuevo: Es un equipo perteneciente al Distrito de Pueblo Nuevo, Provincia de Ferreñafe, del Departamento de Lambayeque. Es un equipo fundado en el 2004. Viene participando desde la Segunda y la Primera División Distrital y llegando en ocasiones a participar en la etapa provincial de la Copa Perú. A pesar del nombre, no guarda relación con los históricos: Aurich-Cañaña, Juan Aurich y Deportivo Cañaña.

## Nota adicional
- Otras fuentes señalan que el club no desapareció en el 2003. Sino que se mantuvo por varios años en la Segunda División Distrital de Chiclayo hasta el 2013. Sin embargo, no participó en la temporada 2007 por problemas económicos.[cita requerida]